# Duncan Gregg
Duncan Smith Gregg (28 febbraio 1910 – 14 febbraio 1989) è stato un canottiere statunitense.

## Palmarès

### Olimpiadi
- 1 medaglia:
  - 1 oro (Los Angeles 1932 nell'otto)